# 高城申一郎
高城 申一郎（たかぎ しんいちろう、1926年（大正15年）1月27日 - 2009年（平成21年）4月19日）は、日本の実業家。住友不動産社長・会長を務めた。愛媛県松山市出身。

## 略歴
- 1926年（大正15年） - 辰美の長男として生まれる。
- 1947年（昭和22年） - 東京帝国大学経済学部経済学科を卒業、住友石炭鉱業に入社。
- 1968年（昭和43年） - 住友不動産に移籍、経理部長などを歴任する。
- 1973年（昭和48年） - 同社代表取締役に就任。
- 1977年（昭和52年） - 同社代表取締役常務に就任。
- 1981年（昭和56年） - 同社代表取締役専務に就任。
- 1984年（昭和59年） - 同社代表取締役副社長に就任。
- 1985年（昭和60年） - 同社代表取締役社長に就任。
- 1994年（平成6年） - 同社代表取締役会長に就任。
- 2009年（平成21年）4月19日 - 心不全のため、東京都稲城市の病院で死去、83歳[1]。
- その他、不動産協会副理事長（1990年就任[2]）・理事長（2003年就任[3]）などを歴任した。

## 受章・受賞
- 1994年（平成6年） - 藍綬褒章を受章[4]。
- 1999年（平成11年） - 勲二等瑞宝章を受章[5]。

## 参考
- 交詢社 第69版 『日本紳士録』 1986年